# Gondreville, Oise
Gondreville là một xã thuộc tỉnh Oise trong vùng Hauts-de-France tây bắc nước Pháp. Xã này nằm ở khu vực có độ cao trung bình 148 mét trên mực nước biển.